# Olhalvo
Olhalvo es una freguesia portuguesa del concelho de Alenquer, con 8,25 km² de área y 2 006 habitantes (2001). Densidad de población: 243,3 hab/km².